# 増岡康治
増岡 康治（ますおか こうじ、1924年〈大正13年〉8月18日 - 1996年〈平成8年〉12月2日）は、日本の内務及び建設官僚、政治家。参議院議員（3期、自由民主党）。

## 経歴
広島県広島市出身。旧制広島一中、旧制広島高校を経て1946年東京帝国大学工学部土木工学科卒。同年内務省に入る。1948年、建設省発足に伴い同省に移る。1972年北陸地方建設局長、1974年河川局長に就任する。1976年に退官。翌年の第11回参議院議員通常選挙に全国区から自民党公認で立候補して当選した。1981年鈴木善幸改造内閣で大蔵政務次官に就任。1989年の第15回参議院議員通常選挙で落選した。1991年に首都圏建設資源高度センター社長に就任した。1994年石川弘の石川県知事選挙出馬（落選）により繰り上げ当選。翌年の第17回参議院議員通常選挙で落選した。1995年、秋の叙勲で勲二等瑞宝章受章。1996年12月2日、心不全のため東京都品川区の昭和大学病院で死去、72歳。死没日をもって正四位に叙される。